# Station Moûtiers - Salins - Brides-les-Bains
Station Moûtiers - Salins - Brides-les-Bains is een spoorwegstation in de Franse gemeente Moûtiers, dat ook de omliggende gemeenten Salins en Brides-les-Bains dient. Het station ligt op kilometerpunt 51,659 van de spoorlijn Saint-Pierre-d'Albigny – Bourg-Saint-Maurice, op een hoogte van 480 meter.

## Treindienst
| Richting                                                             | Vorige stop            | Trein | Trein                                  | Trein | Volgende stop                                 | Richting                            |
| -------------------------------------------------------------------- | ---------------------- | ----- | -------------------------------------- | ----- | --------------------------------------------- | ----------------------------------- |
| Londen St Pancras                                                    | Ashford International  |       | Eurostar (alleen in de winter)         |       | Aime‑La Plagne (alleen treinen vanuit Londen) | Bourg-Saint-Maurice                 |
| Amsterdam Centraal of Brussel-Zuid                                   | Albertville            |       | Thalys (alleen in de winter)           |       | Aime-La Plagne                                | Bourg-Saint-Maurice                 |
| Parijs Gare de Lyon                                                  | Albertville            |       | TGV (alleen in weekenden en vakanties) |       | Aime-La Plagne                                | Bourg-Saint-Maurice                 |
| Lille-Europe of Lille Flandres                                       | Albertville            |       | TGV (alleen in de winter)              |       | Aime-La Plagne                                | Bourg-Saint-Maurice                 |
| Lyon-Part-Dieu, Aix-les-Bains-Le Revard of Chambéry Challes-les-Eaux | Notre-Dame-de-Briançon |       | TER Auvergne-Rhône-Alpes               |       | Aime-La Plagne                                | Eindigt hier of Bourg-Saint-Maurice |